# Camera Sutra (of de bleekgezichten)
Camera Sutra (of de bleekgezichten) is een Belgische speelfilm uit 1973 van regisseur Robbe De Hert. De film gaat over een groep jonge radicalen die zich vergeefs probeert te verzetten tegen het systeem. In de films worden verscheidene thema's zoals de scheiding van kerk en staat, de oorlog in Vietnam, de ongelijkheid in het wielrennen, het kolonialisme, de vernietiging van voedseloverschotten en de taalstrijd tussen Vlaanderen en Wallonië aangekaart.

## Verhaal
De film begint bij het einde. Enkele jonge mensen zijn samen in een kamer, waar ze elkaars wonden verzorgen. Een jongeman wordt geïnterviewd. Daarna begint de opening van de film. Op de achtergrond van de titelschermen zijn archiefbeelden van huilende schoolkinderen te zien. Robbe De Hert wordt vervolgens geïnterviewd.
De film bestaat uit archiefmateriaal met toegevoegde voice-overs. Het verhaal gaat over een groep jonge radicalen (die vrijwel naamloos blijven) die zich willen verzetten tegen de grote problematieken van hun tijd. Na de titelschermen, komt er archiefmateriaal aan bod over de gehechtheid van de Belgische kerk aan de vorst. Terwijl er legerparades te zien zijn, wordt er kritisch nagedacht over de invloed van de kerk op de staat. Er zijn beelden van bommenwerpers en beelden van de oorlog in Vietnam.
De radicalen protesteren in Antwerpen en komen in aanvaring met de rijkswacht. Ze worden opgepakt en naar het politiebureau gevoerd. Een meisje wordt verkracht in de politiewagen. Dit is een verwijzing naar een gelijkaardige gebeurtenis tijdens de studentenrevolte van mei 1968. Een van de radicalen, Dirk, vraagt of hij mag vertrekken, omdat zijn vrouw aan het bevallen is.
De volgende scène gaat over wielrennen. Er is afwisselend archiefmateriaal uit een eerdere film van Robbe De Hert, De Dood van een Sandwichman (1971) en beelden van de vrouwen die komen supporteren voor de jonge wielrenners. Er wordt kritisch gereflecteerd over het feit dat het erg moeilijk is voor wielrenners om genoeg geld te verdienen.
Er komt een huurling aan in een helikopter, die de radicalen zal helpen bij het uitvoeren van hun plannen. Hij wordt ook geïnterviewd.
De bisschop van Antwerpen dicteert, terwijl hij onachtzaam lijkt en biljart speelt, een brief die hij moet schrijven aan de parochiale jeugd. Het blijkt dat hij met geld van de kerk een groot huis gekocht heeft. Samen met de huurling vallen de radicalen het huis van de bisschop binnen en halen papierwerk overhoop.
Er is archiefmateriaal van een zwarte vrouw die werkt op een veld en van een zwarte man die koelbloedig dood wordt geschoten. Beelden van voedselvernietiging worden vergezeld van kritische bedenkingen hierover in verband met honger en armoede in de wereld. De verdeling van middelen tussen de rijke en arme landen is zeer oneerlijk. Een van de jonge radicalen bekritiseert liefdadigheidsacties en het kolonialisme. Er ontstaan discussies met omstaanders op straat. De politie pakt opnieuw een van de radicalen op.
Robbe De Hert bezoekt zijn moeder en praat met haar over het kiessysteem in België. Er zijn beelden van de IJzerbedevaart. Aanwezigen worden geïnterviewd over de taalstrijd in België tussen het Vlaamse en Waalse deel.
De jonge radicalen zitten samen in een huis. Een van hen huilt. Het blijkt dat de vrouw van Dirk in het kraambed gestorven is en hij kon er niet bij zijn. De radicalen eten samen en discussiëren over of het zin heeft om te gaan werken of niet.
Enkelen van hen gaan naar een bierfeest. Een vrouw kust een man, dat maakt haar partner erg kwaad. De man wordt agressief.
Er zijn beelden uit Misère au Borinage van arbeiders in een fabriek. Het nummer Working Class Hero van John Lennon begeleidt deze oorspronkelijk stille beelden. Er zijn ook specifiek beelden van vrouwelijke arbeiders.
De jonge radicalen besluiten dat ze in actie moeten schieten. Ze besluiten om wapens te stelen, ook al hebben ze geen duidelijk plan wat ze ermee zullen doen. Een van hen zegt ambities te hebben om mee in de oorlog te gaan vechten. Zijn partner betreurt dat, ze wil gewoon een rustig leven. Bij een ander koppel probeert de vrouw haar partner vast te pakken, maar hij duwt haar opzij. De radicalen vertrekken om de wapens te gaan stelen. Ze worden betrapt en moeten vluchten. Enkelen worden neergeschoten. Ze vluchten in een auto. Er heerst chaos, omdat hun plan mislukt is. Ze worden achtervolgd door een helikopter.
Ze gaan schuilen in een verlaten huis. Een van de groep die zwaar verwond is, wordt naar de dokter gebracht. De dokter verraadt hem aan de politie. De gendarmerie achtervolgt de radicalen en beveelt hen om zich over te geven. De radicalen proberen om in werkmanskledij te ontsnappen en proberen een fabriek op te blazen. De gendarmerie heeft intussen de radicalen omsingeld. Toch weigeren ze zich over te geven. Ze blijven zich verdedigen tot het bittere einde. De film eindigt met het begin: met beelden van huilende schoolkinderen.

## Rolverdeling[1]
De cast bestaat hoofdzakelijk uit niet-beroepsacteurs. De enige professionele acteurs zijn Frieda Pittoors (de verpleegster), Reinhilde Decleir (Reinhilde), Leo Madder (Leo), Dora Van der Groen (moeder van Robbe) en Fons Rademakers. Verder worden enkele rollen vertolkt door Paul 's Jongers, Guido Claus, Rudi Van Vlaanderen, Jacques Ledoux, Lucien Deroisy e.a. De acteurs spelen onder hun eigen naam.
| Acteur              | Personage |
| ------------------- | --------- |
| Robbe De Hert       | Robbe     |
| Monique Beyns       | Tarzan    |
| Freddy Beyns        | Freddy    |
| Rufus J. Bonez      | Rufus     |
| Frans Smolders      | Smolders  |
| Alfred van Kuyk     | Hitchcock |
| Ida Dequeecker      | Ida       |
| Danielle Petit-Jean | Nelly     |
| Frieda Pittoors     | Frieda    |
| Dirk Everaert       | Dirk      |
| Piet Raes           | Piet      |
| Guido Van Zieleghem | Guido     |
| Jacques Vandenbergh | Jaak      |
| Rudi van Vlaanderen | Rudi      |
| Onbekend            | Helena    |
| Reinhilde Decleir   | Reinhilde |
| John Van Gestel     | John      |
| Jeanine De Roef     | Jeanine   |
| Leo Madder          | Leo       |
| Paul Verbraeken     | Paul      |

## Productie
Camera Sutra kent een lange ontstaansgeschiedenis.
De eerste ideeën rond Camera Sutra ontstonden, zoals Robbe De Hert het zelf noemt, als luchtige grappige 'cafépraat' in 1965. De Hert kreeg in 1969 subsidie voor Camera Sutra van het ministerie van Cultuur.
De opnamen begonnen in 1970 en gebeurden in korte perioden gedurende het jaar. De opnamen verliepen niet altijd even vlot door onvoorziene omstandigheden. Zo trapte bijvoorbeeld Robbe De Hert in een nagel of gebeurde het dat sommige acteurs bij de politie werden vastgehouden voor een nacht. Na het filmen, bleef Camera Sutra echter lang onaangeraakt op de montagetafel liggen. De Hert verklaart dat dit komt door enerzijds zijn uitstelgedrag en anderzijds omdat hij tussendoor andere betaalde projecten aannam. Uiteindelijk duurde de montage van de originele versie (130 min.) negen maanden, gespreid over twee jaar (tot september 1972). Na de première in Mannheim en de vertoning in Knokke werd Camera Sutra ingekort tot 95 minuten en dit slechts in dertig dagen tijd.
Camera Sutra kreeg een subsidie van het ministerie van Nederlandse Cultuur van 3.500.000 BF (= 59% van het totale budget van de film). Het totale kostenplaatje van Camera Sutra was 5.954.550 BF. Later, in 1973, weigerde de minister van Economische Zaken Camera Sutra als een Belgisch product te erkennen. Het gevolg was dat Camera Sutra niet in aanmerking kwam voor een terugbetaling van de belasting op bioscooptickets (de 'detaxatie' van het ministerie van Economie).

## Prijzen en ontvangst
Over het algemeen werd Camera Sutra matig tot negatief onthaald in Vlaanderen. Aangezien de grote instituties (de kerk, het leger, etc.) aan de kaak werden gesteld, botste dat vaak met de Nederlandstalige critici. Een veelvoorkomend argument is dat de filmmaker enkel maar tegen heilige huisjes wil schoppen, zonder enige oplossingen te bieden voor de problemen die hij aankaart. In Franstalig België waren de critici echter wel lovend over de film. Ook in het buitenland kende Camera Sutra succes en werd zijn underground stijl meermaals geloofd. De film speelde op verschillende nationale en internationale festivals en in arthouse cinema's.
In 1973 won De Hert de 'Grote Ereprijs van de Pers' op het 9de Festival van de Belgische Film voor onder andere Camera Sutra. De film belandde op de achtste plaats van de 35 als publiekskeuze op het Internationaal Festival Rotterdam/Antwerpen in 1973. In Utrecht kwam Camera Sutra uit als 'beste film' op het filmfestival Filmmarathon in datzelfde jaar. Camera Sutra krijgt eveneens een 'Mention Spéciale' op het filmfestival in San Remo in 1973. In september 1973 werd Camera Sutra ook vertoond en positief onthaald op het filmfestival Arnhem-alternatief.

## Vertoningen
De film werd tussen 1972-1973 op verschillende (internationale) festivals vertoond en in enkele arthouse cinema's. Hij bereikte pas in 1974 de commerciële cinema, maar speelde niet lang in de zalen. In Nederland werd de film nog wel af en toe geprogrammeerd in het alternatieve filmcircuit, maar in België draaide hij maar voor een beperkte periode in Antwerpen, Leuven, Brussel en Luik. De film werd enkele malen vertoond op televisie, onder andere in de BRT-reeks 'Werk van Vlaamse Kineasten' in 1975 en daarnaast nog een keer in 1979.